# Амелен, Иснель
Иснель Амелен (фр. Isnelle Amelin), урожденная Баре (Baret; 14 сентября 1907, Сен-Лё, Реюньон — 4 февраля 1994, Сен-Дени) — французская общественная и политическая деятельница с острова Реюньон, где её помнят по важной роли, которую она играла в левом Союзе женщин Реюньона (Union des femmes de La Réunion) с момента его создания в 1958 году. Участница коммунистического, феминистического и профсоюзного движений, активистка борьбы за права женщин и за независимость.
Банковская служащая по профессии. Как профсоюзная активистка и член Всеобщей конфедерации труда (ВКТ), она основала в 1945 году Всеобщий синдикат работников банковской и коммерческой сферы (Syndicat général des employés de banque et de commerce). В том же году стала одной из первых женщин, избранных в муниципальный совет Сен-Дени. Она продолжала оказывать политическую поддержку Французской коммунистической партии (ФКП), пока не получила серьезную травму, пытаясь спасти избирательную урну от правых оппонентов на парламетских выборах 1956 года. Когда Коммунистическая партия Реюньона выделилась в самостоятельную силу, Амелен стала её членом. Она возглавляла Союз женщин Реюньона до своей смерти в 1994 году.

## Биография
Иснель Баре родилась 14 сентября 1907 года в Сен-Лё и была дочерью лесничего Эме Леопольда Баре и Эжени Гаспар. Она посещала частные католические школы. К 25 годам она потеряла родителей и шестерых братьев и сестер: не имея возможности оплатить лечение, они умерли от малярии и туберкулёза. В 1941 году она вышла замуж за Рауля Амелена, полицейского инспектора полиции и члена ФКП.
По совету мужа она стала активной участницей ВКТ. Будучи служащей банка, она основала Всеобщий синдикат банковских и коммерческих работников, где занимала должность генерального секретаря с 1945 по 1955 год. Будучи членом Республиканского комитета демократического и социального действия (CRADS), она участвовала в муниципальных выборах 1945 года и получила место в городском совете Сен-Дени, где она проработала до 1958 года, а затем снова в 1958—1964 годах. В 1946 году она также стала первой председательницей (президентом) местного отделения прокоммунистического Союза французских женщин (UFF).
В 1952 году, занимая административную должность в ВКТ, она открыла ясли для домработниц и поддерживала деятельность профсоюза домработниц и работниц прачечных (Syndicat des bonnes et des blanchisseuses). Активно поддерживая борьбу за деколонизацию Реюньона, она была серьезно ранена правыми активистами, пытаясь защитить урну для голосования во время выборов в законодательные органы 1956 года. Из-за своей деятельности, которая считалась подрывной, она была вынуждена уйти на пенсию в 48-летнем возрасте.
Тем не менее она продолжала активность в движении за права женщин в Реюньонской федерации UFF и оставалась её президентом до конца своей жизни. Иснель Амелен умерла в Сен-Дени 4 февраля 1994 года в возрасте 86 лет от болезни, которой она заразилась двумя годами ранее во время выполнения гуманитарной работы на Мадагаскаре.